# ViralBrothers
ViralBrothers (v překladu virální bratři) je české duo specializující se na tvorbu virálního videa v angličtině, šířených na sociálních sítích, především pak na YouTube.
Jejich kanál na této sociální síti byl založen 15. září 2011 dvojicí.

## Před vznikem ViralBrothers
Erik Meldik (pseudonym) se narodil v Jeseníku a studoval matematiku aplikovanou v ekonomii.
Čeněk Stýblo (pseudonym) se narodil v Jeseníku a studoval anglický jazyk.
Dříve svou tvorbu umísťovali na server Stream.cz. Později spolu založili kanál SketchBrothers, kde natáčeli například populární seriál DESATERO.

## Tvorba
ViralBrothers vlastní nejodebíranější kanál na českém YouTube. Nejstarší série na tomto kanále se jmenuje Debilní Kecy podle amerického konceptu Shit People Say, která shrnuje stereotypní představy o různých skupinách obyvatelstva (muži, učitelky, Pražané apod.). Jejich nejsledovanějšími sériemi jsou pak REVENGE (Pomsta) a pranky. Natočili také několik vlastních písní. Některá jejich činnost byla označena za nevhodnou pro děti do osmnácti let.
Přestože toto duo trvale žije v Česku a jejich videa byla původně v češtině, po roce 2015 je většina jejich obsahu tvořena v angličtině a duo se zaměřuje především na globální trh. Jejich tvorba je prostřednictvím vkládané reklamy komerčně úspěšná. Tomu bylo až do 10. 2. 2019, kdy ViralBrothers nahráli video s oznámením, že zakládají nový kanál ViralBrothers Last Chance (v překladu ViralBrothers Poslední šance) z důvodu vymazání jejich videa REVENGE 11 (Pomsta 11). Později byl kanál přejmenován na ViralBrothers SHOW. Momentálně se tvorbě na YouTube nevěnují. 
Na tomto kanále začali natáčet novou sérii Kámen, nůžky, papír, která spočívá v tom, že si vždy dva lidi spolu střihnou a ten, kdo prohraje, musí splnit nějaký úkol, přičemž si do těchto videí často zvou i různé hosty. I tato série se stala velmi populární, videa dosahují milionů zhlédnutí a nejpopulárnější díl, KÁMEN, NŮŽKY, PAPÍR 5 - Šílený účes na jahodu, má přes 28,2 milionů zhlédnutí (k 29. dubnu 2022) a jeden sestřih nejlepších scén nazvaný THE BEST CHALLENGE ON THE INTERNET má dokonce přes 58 milionů zhlédnutí (k 29. dubnu 2022). ViralBrothers tak díky této sérii zažili opět velký vzestup.
Tři roky byli provozovateli (spoluvlastníci) mobilního virtuálního operátora pod značkou Viralmobil.